# Kiltjärnen, Medelpad
Kiltjärnen är en sjö i Ånge kommun i Medelpad och ingår i Ljungans huvudavrinningsområde.